# Chotíkov
Chotíkov är en ort i Tjeckien.   Den ligger i regionen Plzeň, i den västra delen av landet, 90 km väster om huvudstaden Prag. Chotíkov ligger 391 meter över havet och antalet invånare är 767.
Terrängen runt Chotíkov är lite kuperad. Runt Chotíkov är det mycket tätbefolkat, med 1 266 invånare per kvadratkilometer. Närmaste större samhälle är Plzeň, 6,6 km sydost om Chotíkov. Trakten runt Chotíkov består till största delen av jordbruksmark.